# 早期大型電腦遊戲
早期大型電腦遊戲（英語：early mainframe games）是指在1950年代至1970年代開發、以大型计算机作遊戲平台的電腦遊戲。大型電腦功能強大，多被企業和學術機構用於處理大量數據。在個人電腦（起初被稱為微型计算机）興起前，計算行業主要使用大型電腦和體積較細、價格更便宜的小型计算机。1960年代中後期，許多早期電子遊戲都是在這些電腦上開發的。1970年代初期，商業電子遊戲產業尚未成型，大型電腦遊戲通常由學生或大公司員工以機器語言或汇编语言編寫，而它們只有在特定機器或電腦類型上開發。雖然這些遊戲有許多隨著舊式電腦停產而佚失，但亦有部分被移植至諸如BASIC等高级语言上，或者在更現代的系統上出現修改版本，從而影響未來的遊戲和開發者。
最早的大型電腦遊戲在1950年代開始出現。隨著時間流逝，電腦技術得到改進，數量亦穩步增長，使不少學校或企業放寬限制，容許學生和員工使用大型電腦設計程式。這反過來又促使大型電腦上的小型文字遊戲適度擴散，並在50年代末期變得越來越複雜。儘管1970年代程式設計師繼續在大型電腦和迷你電腦上開發遊戲，但隨著商業電子遊戲產業的興起，開始側重於街機和家用遊戲機上，再加上70年代後期個人電腦崛起，意咪著自此電子遊戲的受眾和開發者開始從大型電腦或迷你電腦上轉移往其他平台。另一方面，即使遊戲是在大型電腦上開發，但在通用编程语言的普及下，程式設計師只需作出少量改動便可以在個人電腦上運行。這些早期大型電腦遊戲包括：《漢摩拉比》，早期戰略遊戲，同時是城市建造遊戲的先驅；《登陸月球遊戲》，在1970年代至1980年代啟發了不少程式設計師或公司開發同類遊戲；《內戰》，早期戰爭模擬遊戲；《星空奇遇記》，它被廣泛移植擴展，並在之後的幾十年裡傳播；《星際旅行》，雖然未有對後來的遊戲產生影響，但其遺產卻推動了UNIX操作系统的發展；《棒球》，早期體育遊戲，也是首款允許玩家在比賽期間發施號令的棒球遊戲。

## 背景

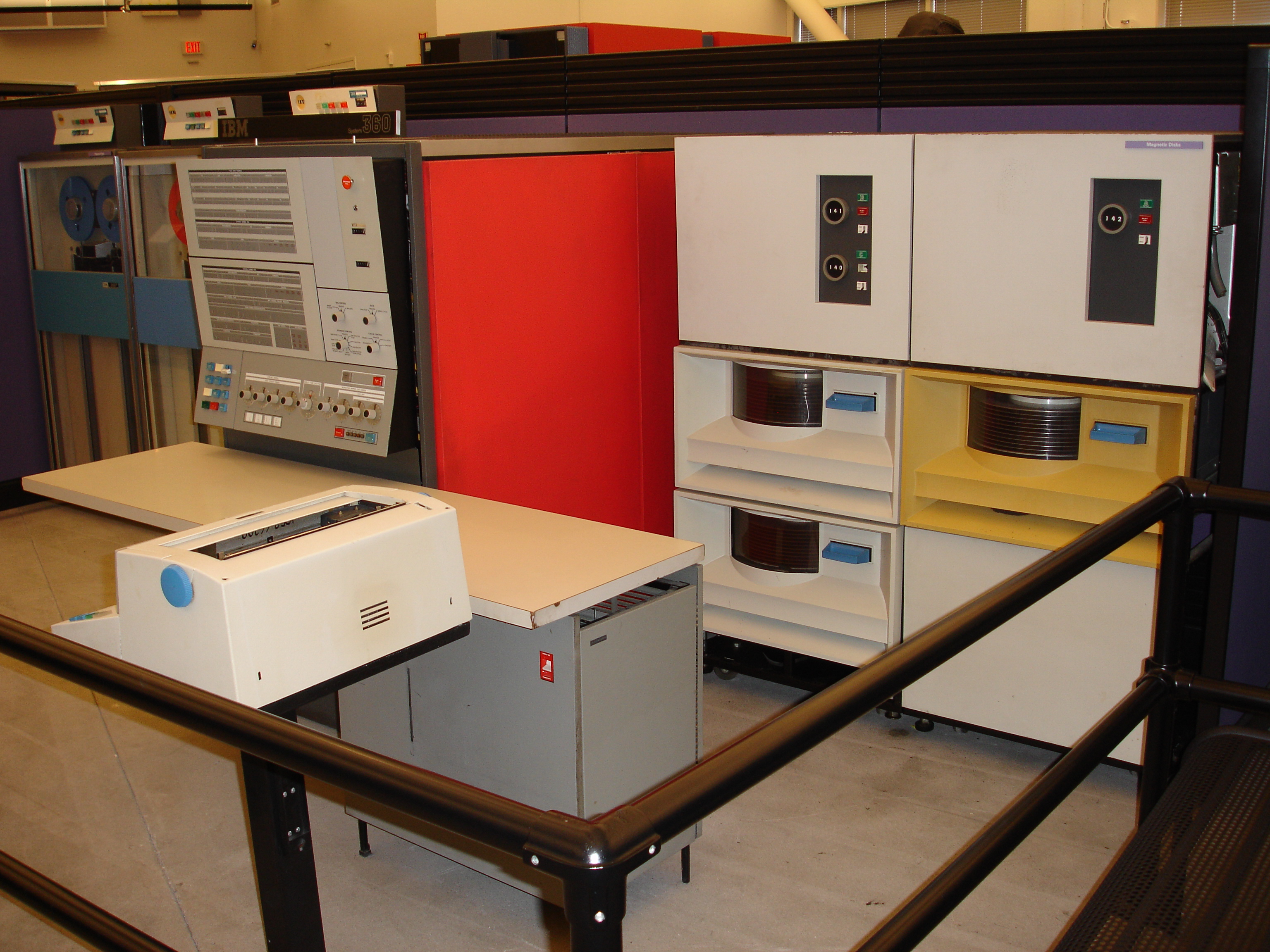
计算机历史博物馆內的一台IBM System/360大型電腦

大型计算机是種功能強大的電腦，多由大型組織用於計算大量數據，尤其是大規模多用戶處理程序。此術語最初指的是容納了早期電腦中央處理器和主記憶體的大型機櫃，這種機櫃又被稱為「主機」。到1970年代，個人電腦（起初被稱為微型计算机）還不時興，各機構仍以大型電腦為主力，大型電腦因而成為當時流行的主要電腦類型。而在60年代，大型電腦亦是唯一可供公眾購買的電腦類型。同樣在60至70年代盛行的還有小型计算机，它是大型電腦更小更便宜的版本，但非供個人使用。根據1970年《紐約時報》的報導，人們在界定何謂迷你電腦時，其中一個共識可能是成本低於2.5萬美元。相比之下，常規大型電腦的成本可能超過一百萬美元。
到了1960年代末，大型電腦和迷你電腦相繼在學術研究機構和大型公司出現，例如是貝爾實驗室。雖然在早期電子遊戲史中，商業電子遊戲產業尚不存在，而且要到70年代初才出現，但這些公司的程序员已經創造出數款可以在大型電腦上玩的小遊戲。大多數遊戲僅分發給其他使用同一類型電腦的用戶，而隨著舊電腦型號的停產，它們成了佚失作品。然而，有些作品啟發了未來遊戲的創作，或者後來在更現代的系統或語言上發布修改版。這些早期大型電腦遊戲主要在1968年到1971年之間誕生，但它們只在小範圍內傳播，受眾亦以學術研究為主，並非作商業用途。大型電腦遊戲的開發一直持續至70年代，但隨著商業電子遊戲產業的興起，開始側重於街機和家用遊戲機上，再加上70年代後期個人電腦崛起，意咪著自此電子遊戲的受眾和開發者開始從大型電腦或迷你電腦上轉移往其他平台。另一方面，即使遊戲是在大型電腦上開發，但在通用编程语言（例如BASIC）的普及下，程式設計師只需作出少量改動便可以在個人電腦上運行。

## 早期遊戲
最早的電腦遊戲在1950年代開始出現，由《大腦伯蒂》打頭陣，它是加拿大工程師約瑟夫·凱特為1950年舉行的加拿大博覽會而製、以電腦為基礎的井字棋遊戲。雖然這些遊戲作為電子遊戲的地位取決於所使用的定義，但這一時期開發的遊戲在大型電腦前身上運行，主要是為了學術研究或展示電腦技術發展而開發。這些電腦幾乎完全位於大學和研究機構中，只有學者和研究人員才能使用，從而阻礙了娛樂程序的發展。在這十年中，電腦技術得到改進，出現了更細小、採用電晶體的電腦。這些電腦更可以實時創建和運行程序，毋須批量運行，體積細小也有利增強普及率。
1960年代，電腦技術改進加上價格相宜的大型電腦（後來被稱為迷你電腦）踏入早期發展，使不少機構放寬了對電腦程式設計存取的限制。以麻省理工學院為例，它允許該校學生和員工使用實驗電腦TX-0。這反過來又促進程序開發，它們除了突出電腦效能外，還包含娛樂方面。學院的小型程式設計社團以TX-0為遊戲平台，創作了井字棋和老鼠迷宮，前者使用光筆與電腦進行簡單的井字遊戲，後者則以光筆為虛擬老鼠設置牆壁迷宮。1961年，數位設備公司（DEC）在校內安裝了它們出產的PDP-1迷你電腦，及後程式設計社團製作了電子遊戲《太空戰爭！》來展示其能力。隨後《太空戰爭！》更被散佈至其他PDP-1電腦及大型電腦上，使它成為首款在單一機構以外可以接觸得到的遊戲。
十年間，電腦變得普及，功能也越發強大，不少公司和機構均有它們的蹤影。據估計，1971年已有超過1000台帶顯示器的電腦流通被各家機構採用，而60年代初期僅有數十台。礙於物理硬件或機器語言的差異，在不對程序代碼作出重大修改的情況下，不同的電腦是無法運行相同程序。但是，電腦行業的擴展促使程序目錄和用戶組誕生，以便在同一系列各款電腦之間共享程序，例如是DEC的PDP系列。這些目錄和小組時常分享小遊戲和程序，包括收錄在1962年4月IBM程序目錄的《BBC維克棒球示範器》（BBC Vik The Baseball Demonstrator）和《三維井字棋》（Three Dimensional Tic-Tack-Toe），以及數位設備電腦用戶協會通訊內的骰子遊戲和問答遊戲。1964年發行的《蘇美爾遊戲》以IBM 7090作遊戲平台，是款以資源管理為中心的文字式戰略遊戲，同時是首款寓教於樂的作品。除了IBM和DEC社團之外，其他地方也有製作大型電腦遊戲，例如是1962年波蘭工程師維托爾德·波德戈爾斯基（Witold Podgórski）為奧得1003開發的《馬倫巴》。
1960年代後半期，能夠在多類電腦上運行的高级语言（例如BASIC）進一步擴大了遊戲的傳播範圍，使它們不再受到設備和地域限制。雖然大多數遊戲僅為文字式設計，而不是像《太空戰爭！》般具備圖形效果，但這些遊戲隨著玩家增多而變得更為複雜，甚至出現了棒球和籃球模擬遊戲。在達特茅斯分時系統（DTSS）等系統的幫助下，數以千計用戶透過遠端逢線方式連接到中央大型電腦，使更多人能獲取電腦的訪問權限。據達特茅斯學院教授約翰·凱梅尼和托馬斯·卡茨稱，在1967至1968學年校內的DTSS系統500個程式庫包含了「大量遊戲」。系統超過四分之一的內容屬於休閒或娛樂用途，凱梅尼和卡茨對此表示歡迎，認為有助用戶熟悉並不懼怕電腦。他們也宣稱：「我們已經讓許多尊貴訪客損失了幾個小時，而他們只是在一個高度逼真的模擬遊戲中擔任達特茅斯足球隊四分衞。」

## 101款BASIC電腦遊戲

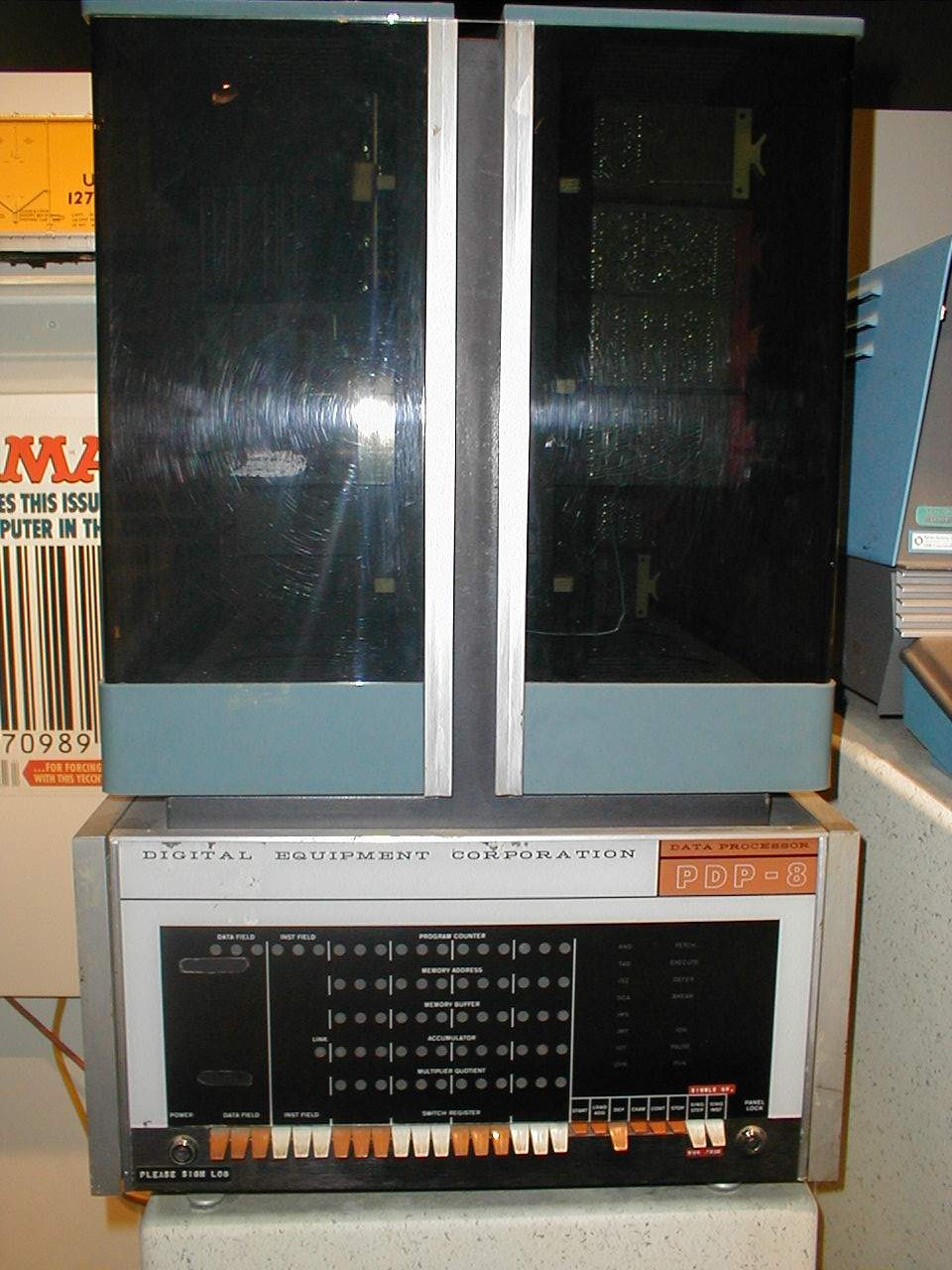
在美國國家歷史博物館展出的PDP-8迷你電腦

1971年，DEC員工兼時事通訊編輯大衛·阿爾以BASIC翻譯了兩款原本以FOCAL編寫的遊戲《漢摩拉比》和《登陸月球遊戲》，部分原因是為了在PDP-8迷你電腦上演示該語言。這兩款作品大受歡迎，使得阿爾開始在公司通訊中刊登自己和讀者提交的BASIC遊戲。1973年，阿爾出版了《101款BASIC電腦遊戲》，書中收錄阿爾和其他程式設計師編寫的BASIC電腦遊戲原始碼，部分是以BASIC編寫的原創遊戲，也有部分是從FOCAL等語言移植而來的遊戲，而大多移植作品原本屬於大型電腦遊戲。《101款BASIC電腦遊戲》後來更登上暢銷榜，銷量超過十萬冊。1978年，阿爾重新出版了他的著作，並更名為《BASIC電腦遊戲》，後來此書成為有史以來最暢銷的電腦書籍，售出超過一百萬冊。拜此書和BASIC流行所賜，大型電腦遊戲的BASIC版本更廣為人知，知名度甚至超越原版遊戲和其他語言編寫的大型電腦遊戲。
《漢摩拉比》改編自DEC員工道格·戴門特（Doug Dyment）於1968年以FOCAL重建的《蘇美爾遊戲》。遊戲共有十回合，玩家須扮演古巴比倫國王汉谟拉比管理工人、土地、穀物資源，並預算下個回合須花費多少糧食來種植作物、養活人民、購買額外土地，同時應對作物產量隨機變化和瘟疫等問題。遊戲後來出現了多個以FOCAL或FOCAL-69編寫的版本，阿爾亦在《101款BASIC電腦遊戲》中發布了自行創作的版本。受惠於書籍大賣和BASIC流行，《漢摩拉比》的知名度遠高於原版遊戲。《漢摩拉比》影響了許多後來的策略和模擬遊戲，啟發了更複雜的經濟模擬遊戲，同是城市建造遊戲的先驅。
另一款移植遊戲《登陸月球遊戲》則以三種版本出現於書中。遊戲原始版本名為《月球》（Lunar），是高中生吉姆·施托雷（Jim Storer）以FOCAL為PDP-8編寫的。第二個版本名為《火箭》（Rocket），由DEC員工埃里克·彼得斯（Eric Peters）以BASIC編寫；第三個版本名為《LEM》，由威廉·拉巴里二世（William Labaree II）等人以BASIC編寫。後來，阿爾把施托雷的FOCAL版本轉換為BASIC，修改了部分文本，並刊登於DEC通訊上。一年多後，阿爾把上述三個《登陸月球遊戲》版本收錄在《101款BASIC電腦遊戲》，分別是《火箭》（施托雷版）、《ROCKT1》（彼得斯版）、《ROCKT2》（拉巴瑞版）。三款遊戲均以文字呈現，介面會顯示包含火箭飛行高度和降落速度等資料的文字摘要，玩家則須在介面中輸入指令試圖控制火箭安全着陸月球。阿爾和史蒂夫·諾斯（Steve North）隨後將這三個版本轉換為Microsoft BASIC，統稱為《登陸月球》（Lunar Lander），並於1976年的雜誌《創意計算》上發表。此名稱亦在1978年版《BASIC電腦遊戲》中出現。

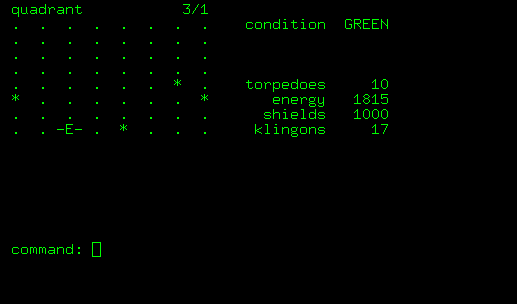
在Linux命令終端上運行的《星空奇遇記》現代版本

書中還收錄了文字式遊戲《內戰》（Civil War），讓玩家在模擬美國內戰的過程中與電腦對抗。這款遊戲源於1968年的多用戶大型電腦，模擬了衝突中14場主要戰役，人類玩家扮演南方邦聯，電腦扮演北方聯邦。玩家可以控制四個直接變量，而它們則會在相互作用下決定戰鬥結果，這些變量包括：花費多少資金在食物、薪水、彈藥上，以及使用四種進攻或四種防禦策略中的哪一種。傷亡最少的一方勝出戰鬥，當玩家贏得八場或以上的戰鬥便會通關。阿爾把書中收錄的這款遊戲歸功於三位列星頓高級中學的學生——L·克拉姆（L. Cram）、L·古迪（L. Goodie）、D·希巴德（D. Hibbard），而「TIES」的G·保羅（G. Paul）和R·赫斯（R. Hess）則把它改成雙人遊戲。《內戰》後來成為1980年代早期付費遊戲系統內其中一款文字式遊戲。
《星空奇遇記》可能在書中最受歡迎的大型電腦遊戲。它是款文字式遊戲，玩家須指揮星舰追捕並摧毀入侵的戰艦。與其他文字式遊戲不同的是，它沒有書面回應玩家的輸入，而是採用基於字符產生的圖像，以不同字符作為圖形符號來表示物體。1971年，邁克·梅菲爾德（Mike Mayfield）在SDS Sigma 7大型電腦上以BASIC開發這款遊戲。這點亦有別於書中其他大型電腦遊戲，因為它們大多以FOCAL編寫。到此書出版時，這款遊戲旱已廣泛散佈至迷你電腦和大型電腦上，甚至出現了多個修改版本。阿爾把其中一個修改版本更名為《太空戰爭》（Space War），並收錄在《101款BASIC電腦遊戲》內。1978年的《BASIC電腦遊戲》則包含了《超級星空奇遇記》（Super Star Trek）的Microsoft BASIC移植版，它是1974年首次編寫的遊戲擴展版，而此版本亦被移植到70年代眾多個人電腦系統上。阿爾甚至在書中表示，當時很難找到一個不包含《星空奇遇記》的電腦裝置。此後，遊戲又出現了多種語言的更新版本。到了1980年，《龍》雜誌宣稱《星空奇遇記》是「其中一款流行的電腦遊戲（如果不是最流行的話）」，又指「這個遊戲簡直有幾十個不同的版本在世間流傳」。

## 其他遊戲

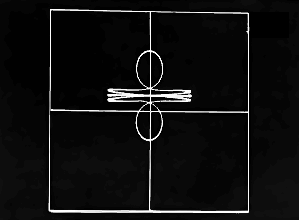
《星際旅行》的遊戲畫面

一些未獲《101款BASIC電腦遊戲》收錄的大型電腦遊戲仍然具有持久的影響力。其中一款是貝爾實驗室程式設計師肯·湯普遜於1969年開發的《星際旅行》，玩家模擬操作太空船在代表太陽系的二維畫面內航行，或者在不同行星或衛星表面着陸，除此之外沒有其他目標。玩家可以控制太空船前進、後退或轉向，並透過調整畫面縮放比例來增減整體速度，船隻亦會受到萬有引力影響。遊戲在貝爾實驗室開發，湯普遜把它從Multics操作系统移植到GE 635大型電腦的通用綜合作業系統上，後來又移植到了PDP-7迷你電腦上。移植過程中，湯普遜逐步開發出屬於自己的作業系統，後來形成了UNIX作業系統的核心。遊戲未有傳播至實驗室外，也從未對未來遊戲產生影響，但其遺產卻推動了UNIX的發展。
《棒球》（Baseball）是另一款同樣具影響力的早期大型電腦遊戲。1971年，於波莫納學院主修英語的唐·達格洛在PDP-10迷你電腦上開發了這款文字式體育遊戲，它亦是首款允許玩家在遊玩過程中管理整場比賽的遊戲，而非僅僅在比賽開始前挑選球員。遊戲更獲美國國家棒球名人堂暨博物館收錄。遊戲在1974年不斷更新，並散佈至其他PDP-10上。遊戲讓每位玩家控制投手或擊球手，玩家可輸入他們的打算，例如向擊球手投球或保送，或者更換擊球手。負責擊球的玩家可以指揮壘上球員搶球，也可指揮擊球手擊球。比賽結果將會詳細地打印在紙上，就像廣播電台經無線電評述比賽一樣。後來，達格洛開發了更多更複雜的棒球遊戲，其中包括《Intellivision世界棒球大賽》（1983年）和《天生好手》（1987年）。